# The Jacksons Live!
The Jacksons Live! é um álbum ao vivo de The Jacksons, gravado durante a turnê norte-americana em agosto de 1981, conhecido como Triumph Tour, e lançado em novembro de 1981. O álbum duplo ao vivo foi feito com gravações feitas em agosto de 1981 nas cidades de Buffalo, NY; Providence, RI; Atlanta, GA; e New York City, NY. O álbum ao vivo vendeu cerca de 2 milhões de cópias no mundo todo.
O show contém músicas do álbum Triumph, duas músicas de Destiny, um medley dos hits da Motown, e cinco músicas do álbum solo Off the Wall do vocalista, Michael Jackson.

## Faixas
1. "Opening/Can You Feel It" (M. Jackson/J. Jackson) – 6:04
2. "Things I Do for You" (T. Jackson/J. Jackson/M. Jackson/M. Jackson/R. Jackson) – 3:38
3. "Off the Wall" (R. Temperton) – 4:00
4. "Ben" (W. Scharf/D. Black) – 3:52
5. "This Place Hotel" (M. Jackson) – 4:40
6. "She's Out of My Life" (T. Bahler) – 4:48
7. "Movie and Rap, Including Excerpts of: I Want You Back/Never Can Say Goodbye/Got to Be There" (The Corporation/C. Davis/E. Willensky) – 3:04
8. "Medley: I Want You Back/ABC/The Love You Save" (The Corporation) – 2:55
9. "I'll Be There" (H. Davis, B. Gordy, Jr., B. West, W. Hutch) – 3:12
10. "Rock with You" (R. Temperton) – 3:59
11. "Lovely One" (M. Jackson/R. Jackson) – 6:28
12. "Working Day and Night" (M. Jackson) – 6:53
13. "Don't Stop 'Til You Get Enough" (M. Jackson) – 4:22
14. "Shake Your Body (Down to the Ground)" (R. Jackson/M. Jackson) – 8:34